# Henriette Koula
Henriette Koula – kongijska piłkarka ręczna, reprezentantka kraju. Olimpijka.
Reprezentowała Kongo na Letnich Igrzyskach Olimpijskich 1980. Wystąpiła w dwóch z pięciu spotkań, jakie rozegrała drużyna z Konga na tych zawodach. Były to mecze przeciwko reprezentacjom NRD (6-28) i Jugosławii (9-39). Koula nie zdobyła w tych pojedynkach gola, a jej drużyna zajęła ostatnie szóste miejsce w zawodach.